# 報道2001
『報道2001』（ほうどう にせんいち）は、フジテレビ系列で1992年4月5日から2008年9月28日まで、日曜日朝に生放送していた政治討論番組。

## 概要
この番組では、政治家や専門家をスタジオに招いて、最近の政治・経済・事件やニュース発信をテーマに討論を繰り広げた。番組の体裁上は日曜日朝に放送されていた「竹村健一の世相を斬る」、およびローカル枠で一部地域に放送していた「ビジョン討論会」などを統合したものである。
毎回電話調査によるアンケートを実施し、結果を公表していた。エンディングでは、『投票予定調査【次の衆議院選挙（及び参議院選挙）でどの党に投票するかの調査】』、提供終了クレジット部分で右上に『その時々の内閣支持率』を公表していた（どちらも東京都、神奈川県、千葉県、埼玉県を調査の対象地域としていた）。
放送日である日曜日は国政選挙（補欠選挙は除く）の投開票日にもあたるために、それに該当する日の放送は政治に絡まない程度の経済・社会問題についての討論が主になっていた。
番組名の由来・コンセプトは『2001年（21世紀最初の年・21世紀でより早く、1番を目指している）型の報道番組』という事で映画『2001年宇宙の旅』をヒントに当時の鹿内宏明会長が命名した。しかし21世紀に入ってから番組名の趣旨が合わなくなり、2001年6月に就任の村上光一社長が「2001年末にいったん番組を終了させ、番組名を含めてリニューアルさせる予定」としていたが、結局リニューアルはされず、2001年を過ぎてからも番組名の変更がなく継続した。なお、一部の月刊テレビ雑誌の2002年1月号には「報道2002」とクレジットされていた。
総合司会は長らく黒岩祐治が務めていた。1997年3月30日放送分で黒岩が降板しアメリカワシントン支局に赴任した。後任は『FNNスーパータイム』を長く担当していた露木茂が担当した。1999年4月1日に黒岩は帰国したが、本番組に戻らず『FNNスーパーニュース』メインキャスターとなる。1999年11月21日放送分より黒岩が『スーパーニュース』（2000年3月31日まで）と掛け持ちする形で復帰した。これは11月22日に発売された週刊誌で露木に対する政界工作費流用疑惑が報じられたからであった。
報道番組として初のブロードバンド配信をフジテレビオンデマンドにて2006年1月9日より開始した。

## 竹村の引退、リニューアルへ
2008年3月30日をもって「竹村健一の世相を斬る」以来通算28年の間フジテレビ日曜朝の報道番組に出演し続けて来た竹村健一が引退した。竹村の引退後、番組自体のパワーダウンが顕著になった事もあり、2008年9月28日を最後に番組は終了し、16年半の歴史に幕を閉じた。翌10月5日から新番組『新報道2001』に衣替えし、黒岩はかつての竹村の役どころに回り、黒岩の後任には『FNNスーパーニュース』を入れ替わって担当していた須田哲夫が入った。また、最後の1年間を担った秋元優里は退任し、吉田恵と交代した。

## 歴代出演者・放送時間
| 期間 | 期間           | 放送時間（JST）             | 総合司会     | 総合司会   | コメンテーター    | ナレーター |
| 期間 | 期間           | 放送時間（JST）             | 男性         | 女性       | コメンテーター    | ナレーター |
| --- | -------------- | --------------------------- | ------------ | ---------- | ----------------- | ---------- |
| 1992年4月5日 | 1992年9月27日  | 日曜 07:30 - 08:30（060分） | 黒岩祐治     | 松山香織   | 竹村健一1         | 槇大輔     |
| 1992年10月4日 | 1994年3月27日  | 日曜 07:30 - 08:55（085分） | 黒岩祐治     | 松山香織   | 竹村健一1         | 槇大輔     |
| 1994年4月3日 | 1995年4月2日   | 日曜 07:30 - 08:55（085分） | 黒岩祐治     | 関戸めぐみ | 竹村健一1         | 槇大輔     |
| 1995年4月9日 | 1996年3月31日  | 日曜 07:30 - 08:55（085分） | 黒岩祐治     | 筒井櫻子   | 竹村健一1         | 槇大輔     |
| 1996年4月7日 | 1997年3月30日  | 日曜 07:30 - 08:55（085分） | 黒岩祐治     | 久下香織子 | 竹村健一1         | 槇大輔     |
| 1997年4月6日 | 1998年3月29日  | 日曜 07:30 - 08:55（085分） | 露木茂       | 佐々木恭子 | 竹村健一1         | 槇大輔     |
| 1998年4月5日 | 1998年9月27日  | 日曜 07:30 - 08:55（085分） | 露木茂       | 田代尚子   | 竹村健一1         | 槇大輔     |
| 1998年10月4日 | 1999年11月14日 | 日曜 07:30 - 08:55（085分） | 露木茂       | 吉崎典子   | 竹村健一1         | 槇大輔     |
| 1999年11月21日 | 2002年3月31日  | 日曜 07:30 - 08:55（085分） | 黒岩祐治2・5 | 吉崎典子   | 竹村健一1         | 槇大輔     |
| 2002年4月7日 | 2007年3月25日  | 日曜 07:30 - 08:55（085分） | 黒岩祐治2・5 | 島田彩夏3  | 竹村健一1         | 槇大輔     |
| 2007年4月1日 | 2007年9月30日  | 日曜 07:30 - 08:55（085分） | 黒岩祐治2・5 | 長野翼4    | 竹村健一1         | 槇大輔     |
| 2007年10月7日 | 2008年3月30日  | 日曜 07:30 - 08:55（085分） | 黒岩祐治2・5 | 秋元優里   | 竹村健一1         | 槇大輔     |
| 2008年4月6日 | 2008年9月28日  | 日曜 07:30 - 08:55（085分） | 黒岩祐治2・5 | 秋元優里   | 若松誠 酒井綱一郎 | 槇大輔     |
| - 1 『竹村健一の世相を斬る』から引き続き出演。 - 2 2000年3月まで『FNNスーパーニュース』を兼務。 - 3 2006年10月以降『FNNスピーク』を兼務。 - 4 当日午後の『スーパー競馬』を兼務。 - 5 『新報道2001』も続投。 |                |                             |              |            |                   |            |

備考
- 黒岩・松山・久下・関戸以外の総合司会者はすべてフジテレビアナウンサー（当時・現職含む）。
- 黒岩は当時フジテレビ解説委員。松山はフリーアナウンサー、久下はFCI所属のキャスター、関戸は当時共同テレビ所属の契約アナウンサー。
- 若松はフジテレビ解説委員長。酒井は『日経ビジネス』発行人。
  - 毎月第3日曜日にはリアルタイム字幕放送を実施。
  - CSのフジテレビ739も同日12:10 - 13:40に時差放送されていたが、編成の状況によっては朝もしくは夜の時間帯に放送される場合もあった。

## 定番ゲスト
出演機会が多い、又は定期的に出演する国会議員以外のゲストとする。
- 青山繁晴（独立総合研究所 社長）
- 石原慎太郎（作家、東京都知事）
- 古森義久（産経新聞編集特別委員兼論説委員。ワシントン駐在）
- 櫻井よしこ（ジャーナリスト）
- 中曽根康弘（元内閣総理大臣。高齢のため、晩期は年1回程度）
- 西部邁（評論家・思想家）
- 浜矩子（エコノミスト、同志社大学大学院教授。元三菱総研）
- 三宅久之（政治評論家。元毎日新聞記者）
- 屋山太郎（同。元時事通信記者）

## ネット局
| 放送対象地域  | 放送局             | 系列           | 備考                                                                          |
| ------------- | ------------------ | -------------- | ----------------------------------------------------------------------------- |
| 関東広域圏    | フジテレビ         | フジテレビ系列 | 制作・幹事局                                                                  |
| 北海道        | 北海道文化放送     | フジテレビ系列 |                                                                               |
| 岩手県        | 岩手めんこいテレビ | フジテレビ系列 |                                                                               |
| 宮城県        | 仙台放送           | フジテレビ系列 |                                                                               |
| 秋田県        | 秋田テレビ         | フジテレビ系列 |                                                                               |
| 山形県        | 山形テレビ         | テレビ朝日系列 | 1993年3月28日打ち切り                                                         |
| 山形県        | さくらんぼテレビ   | フジテレビ系列 | 1997年4月開局から                                                             |
| 福島県        | 福島テレビ         | フジテレビ系列 |                                                                               |
| 新潟県        | 新潟総合テレビ     | フジテレビ系列 | 『竹村健一・世相を斬る』は放送されていなかった                                |
| 長野県        | 長野放送           | フジテレビ系列 |                                                                               |
| 静岡県        | テレビ静岡         | フジテレビ系列 |                                                                               |
| 富山県        | 富山テレビ         | フジテレビ系列 | 1992年10月4日の放送時間拡大以降も一貫してフルネットで放送。                   |
| 石川県        | 石川テレビ         | フジテレビ系列 | 1992年10月4日から1993年3月28日までは8:30飛び降り、同年4月4日からフルネット。  |
| 福井県        | 福井テレビ         | フジテレビ系列 | 1992年10月4日から1993年9月26日までは8:30飛び降り、同年10月3日からフルネット。 |
| 中京広域圏    | 東海テレビ         | フジテレビ系列 |                                                                               |
| 近畿広域圏    | 関西テレビ         | フジテレビ系列 |                                                                               |
| 鳥取県 島根県 | 山陰中央テレビ     | フジテレビ系列 |                                                                               |
| 岡山県 香川県 | 岡山放送           | フジテレビ系列 |                                                                               |
| 広島県        | テレビ新広島       | フジテレビ系列 |                                                                               |
| 愛媛県        | テレビ愛媛         | フジテレビ系列 |                                                                               |
| 高知県        | 高知さんさんテレビ | フジテレビ系列 | 1997年4月開局から                                                             |
| 福岡県        | テレビ西日本       | フジテレビ系列 |                                                                               |
| 佐賀県        | サガテレビ         | フジテレビ系列 |                                                                               |
| 長崎県        | テレビ長崎         | フジテレビ系列 |                                                                               |
| 熊本県        | テレビ熊本         | フジテレビ系列 |                                                                               |
| 鹿児島県      | 鹿児島テレビ       | フジテレビ系列 | 1994年4月3日からネット開始                                                    |
| 沖縄県        | 沖縄テレビ         | フジテレビ系列 |                                                                               |

## 備考
- この番組は1992年9月まで8:30までの放送だった（8:30 - 9:00は『満足!迷い旅』の枠）。1992年10月から1993年3月までは山形テレビ・仙台放送・長野放送・石川テレビ・テレビくまもとなど8:30で終了していた局があった。
- 毎年7月（放送日は年により変動）は『FNS27時間テレビ』を放送するため番組は休止。1998年の第12回に1回だけ特別編を枠内で生放送した（因みにこの時には小学生と政治家が一緒に出演していた）。
- 放送日である日曜日は衆議院議員総選挙や参議院議員通常選挙の投票日にも当たるため、公職選挙法絡みもあり、この日に限っては政治関係の話題は一切扱わず、経済・社会・時事問題を中心に放送。番組そのものを休止して全く別の番組を放送することもあった。また、当日の開票速報番組では本番組の出演者がキャスターを担当（主にスポーツニュース終了後の後半部分）する他、「定番ゲスト」も多数出演していた。
- 地上波では昼前 (11:50 - 12:00) に『産経テレニュースFNN』を放送するが、毎回この番組での時事問題に関する政治家の発言が冒頭で取り上げられた。CS放送のフジテレビ739では『産経テレニュースFNN』(12:00 - 12:10)の後に放送されていたため、この番組での発言の一部が先に聞ける場合があった。
- テレビ新広島は、2006年8月6日の放送が広島原爆の日に開催される平和記念式典中継のため休止されていた（スポンサーのみこの番組と同じネットスポンサーとローカルスポンサーだった）。
- 2008年8月17日はサガテレビと沖縄テレビが『北京オリンピック・女子マラソン』（日本テレビ制作）を中継したため、12:00から録画放送された。